# Hælavíkurbjarg
Hælavíkurbjarg är ett stup i republiken Island. Det ligger i regionen Västfjordarna, i den nordvästra delen av landet, 260 km norr om huvudstaden Reykjavik. Hælavíkurbjarg ligger 299 meter över havet. Det räknss som ett sv de främsta fågelbergen på Island tillsammans med Látrabjarg och Hornbjarg.